# Rua (krijgsheer)
Rua (425-434), ook wel Rugula, Rhuas, Ruga, ΄Ρούγας, ΄Ροϋνας, ΄Ρωίλας, was een krijgsheer die aan de basis stond van de macht van de Hunnen. Octar, Mundzuk en Oebarsius waren zijn broers. Na Charaton (412-425) heerste Rugula samen met zijn broer Octar over de Hunnen. Rugula over de Hunnen in het oosten, Octar over de Hunnen in het westen. Octar stierf in 430. 
Als eerste slaagde Rua er in de diverse Hunse clans te verenigen onder zijn leiderschap. Reeds in 422 waagde hij het om het Oost-Romeinse Rijk binnen te vallen en grootschalige plundertochten in Thracië uit te voeren, tot Constantinopel hem afkocht voor een jaarlijks geldbedrag ter waarde van 350 pond. Tegelijkertijd leverde hij in 425 ook duizenden Hunse huurlingen aan de West-Romeinse generaal Aetius om een burgeroorlog in Italië helpen te beslechten. In 432 had Rugula alle Hunse stammen verenigd, echter kon hij niet lang meer werken aan zijn rijk, want twee jaar later stierf hij (434).
Hij werd opgevolgd door zijn neven Attila en Bleda. Rua, de oom van Bleda en Atilla was een belangrijk familielid voor hen. Door Rua zijn Atilla en Bleda aan de macht gekomen.
Rua kende de Romeinse generaal Aetius die hij in 425 een leger stuurde goed. Aelius groeide op als gijzelaar aan het hof van Uldin en Charaton en leerde Rua kennen.